# Кладбище Памяти жертв 9-го января
Кладбище Памяти жертв 9-го января (до 1925 года — Преображенское кладбище) — кладбище во Фрунзенском районе Санкт-Петербурга.

## Расположение
Кладбище занимает часть квартала, ограниченного Софийской улицей, проспектами Александровской Фермы и Девятого Января, улицей Жертв Девятого Января.
На кладбище находятся:
- Покровская старообрядческая церковь
- Православная часовня во имя Преображения Господня
- Памятник Жертвам 9 января 1905 года
- Четыре дота времён Великой Отечественной войны, входившие в оборонительный рубеж «Ижора» — линию обороны блокадного Ленинграда: два монолитных (пулемётный и артиллерийский) и два небольших сборных сооружения[1]
- Обелиск павшим в годы блокады Ленинграда 1941—1944.

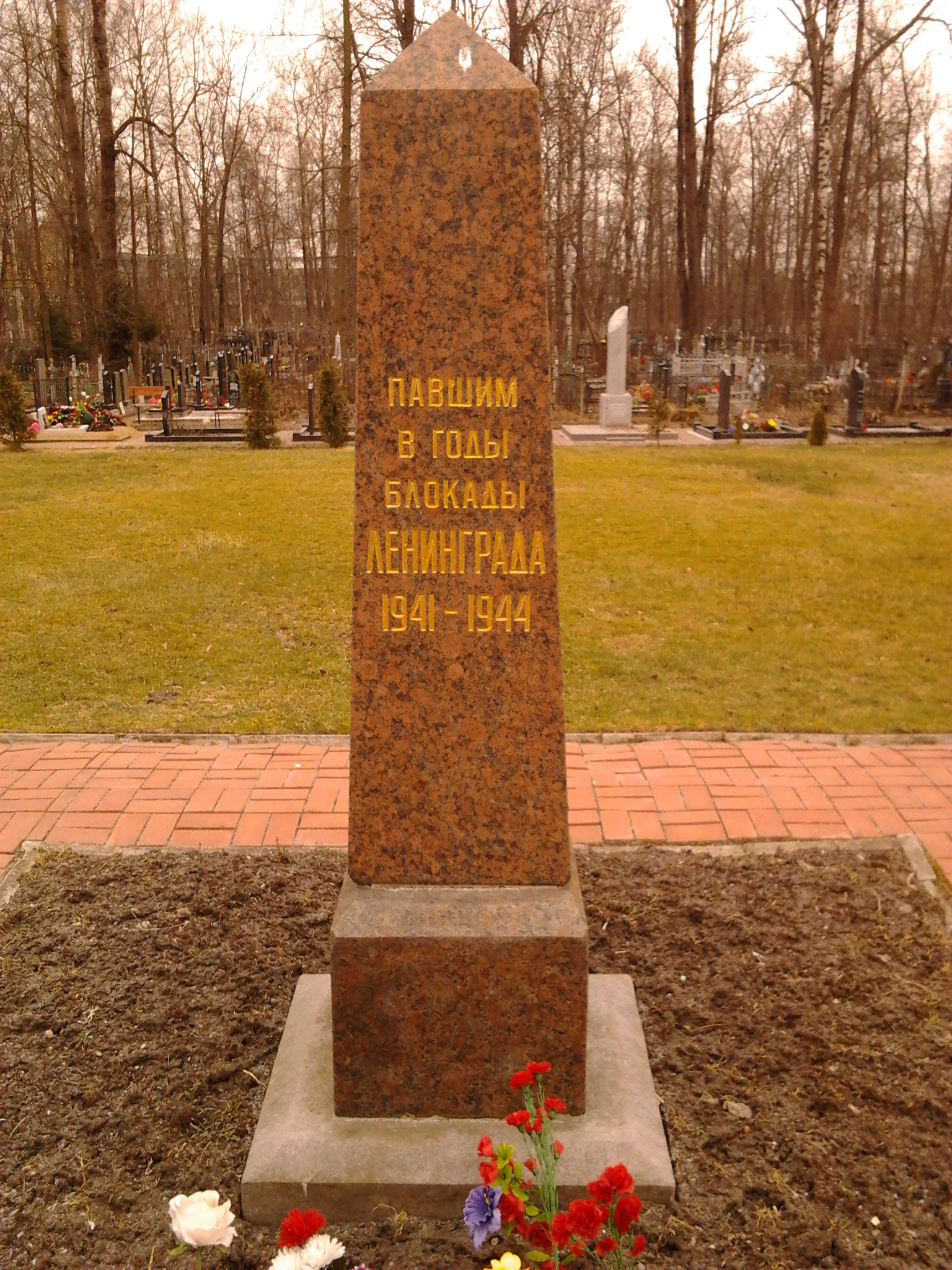
Обелиск павшим в годы блокады Ленинграда на кладбище Памяти жертв 9-го января в Санкт-Петербурге.

## История
Кладбище было образовано в соответствии с указом Александра II от 20 октября (1 ноября) 1871 года. Указ предписывал произвести отвод земли под кладбище «по Николаевской железной дороге», при этом конкретное место отвода в указе определено не было. Согласно указу, «покойников… из больниц и других богоугодных заведений» следовало направлять преимущественно на это кладбище. В соответствии с указом в ноябре 1871 года была образована комиссия под председательством городского головы Н. И. Погребова, по представлению которой было определено место для кладбища. Сметная стоимость устройства кладбища составила 146 тысяч рублей.

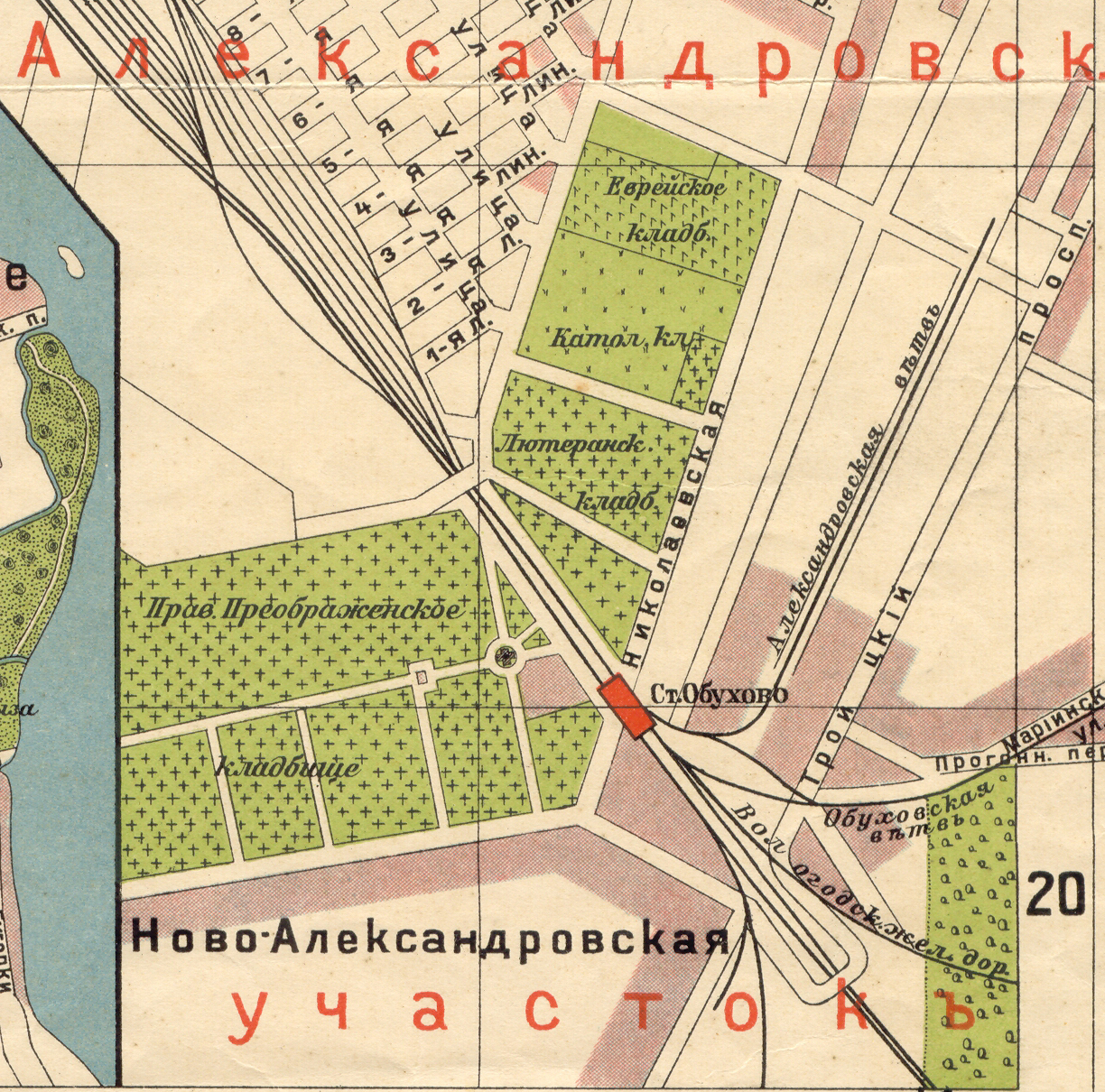
Кладбище на плане 1913 года

Первоначальное название кладбища — Преображенское, было дано по находившейся здесь церкви Преображения Господня, освященной 19 ноября (1 декабря) 1872 года. Кладбище было освящено 23 ноября (5 декабря) 1872 года. Минимальная стоимость места для захоронения составляла 50 копеек, панихида стоила столько же. Максимальная стоимость места — в кладбищенской церкви — составляла 400 рублей, особая литургия стоила 20 рублей.
В 1875 году за полотном Николаевской железной дороги была открыта дополнительная территория для иноверческих захоронений. На этой территории были образованы три примерно равных по площади участка: лютеранский, католический и еврейский. Последний участок впоследствии стал Преображенским еврейским кладбищем, получившим в начале XX века статус самостоятельного.
На этом кладбище в апреле 1881 года были тайно похоронены казнённые за цареубийство народовольцы. Там же хоронили революционеров, умерших в Петропавловской крепости и других местах заключения.
В советское время православное Преображенское кладбище, отделённое от иноверческих кладбищ железной дорогой, было названо кладбищем Памяти жертв 9-го января по расположенным здесь массовым захоронениям жертв Кровавого воскресенья. Рядом с кладбищем находится одноимённый проспект.

## Место массовых захоронений расстрелянных

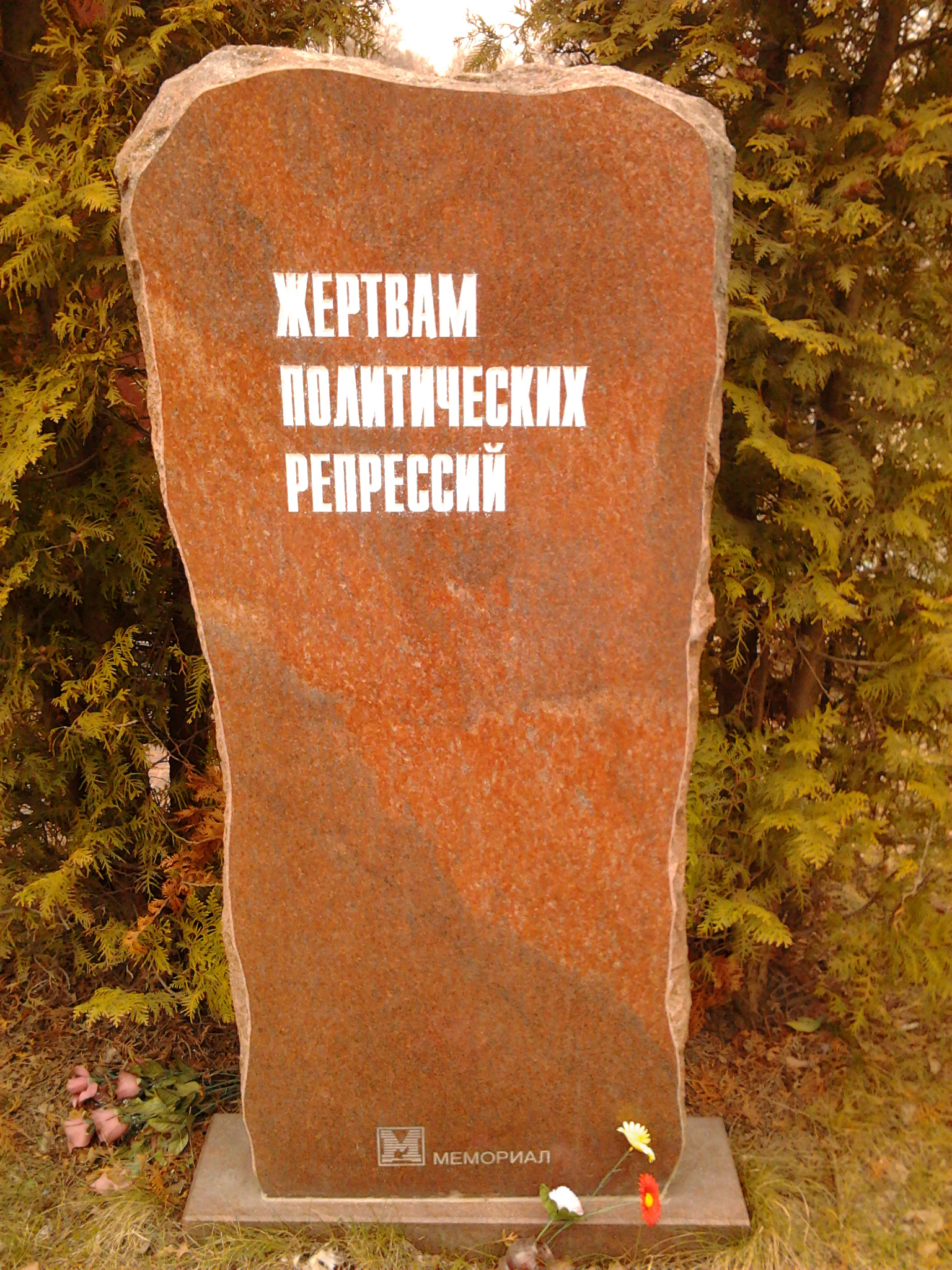
Мемориал Жертвам политических репрессий на кладбище Памяти жертв 9-го января.

В 1992 году дочь расстрелянного священника Вера Алексеевна Тимофеева, которая до совершеннолетия прожила в доме для служащих Петропавловского кладбища, написала письмо в редакцию газеты «Вечерний Петербург». Она указала место, где закапывали расстрелянных, в том числе ее отца — настоятеля церкви Алексея Чужбовского, арестованного в ночь на 4 декабря 1937 года по обвинению в «подрывной работе против СССР». По материалам дела Чужбовского Алексея Андреевича, священника Преображенского кладбища, проясняется причина ареста: «распространял слухи о ночных захоронениях расстрелянных из тюрем города». Общая численность похороненных не установлена, известны отдельные имена. В 2001 году на кладбище установлен памятник «Жертвам политических репрессий».

## На кладбище похоронены
- Народовольцы, осуждённые на процессе о цареубийстве и повешенные на Семёновском плацу 3 (15) апреля 1881 года — А. И. Желябов, С. Л. Перовская, Н. И. Кибальчич, Т. М. Михайлов, Н. И. Рысаков.
- Столярский, Станислав Эдуардович (1894—1958) — морской лётчик, генерал-майор авиации (1940), доцент (1936). Участник 1-й мировой войны.
- Тагер, Елена Михайловна (1895—1964) — русская поэтесса, прозаик.
- Витлин, Ирина Михайловна (1905—1978) — советская оперная певица, заслуженная артистка РСФСР
- Иоффе, Владимир Ильич (1898—1979) — советский учёный, микробиолог, иммунолог, член-корреспондент АН СССР.
- Аронов, Григорий Лазаревич (1923—1984) — советский киносценарист, кинорежиссёр. Похоронен 3 июля 1984 года.
- Киселёв, Яков Семенович (1896—1984) — советский адвокат.
- Маталин, Андрей Александрович (1914—1985) — доктор технических наук, профессор, выдающийся учёный в области технологии машиностроения.
- Зашибалов, Михаил Арсентьевич (1898—1986) — советский военный деятель, генерал-майор. Герой Советского Союза.
- Границын, Владимир Михайлович (1956—2002) — советский и российский актёр театра и кино, заслуженный артист РФ. Похоронен 5 сентября 2002 года.
- Осечкин, Сергей Викторович (1983—2007) — гитарист русской альтернативной группы Amatory. Похоронен 15 марта 2007 года.
- Трахтенберг, Роман Львович (1968—2009) — российский шоумен, теле- и радиоведущий, актёр, литератор, режиссёр. Похоронен 24 ноября 2009 года.
- Перевалов, Виктор Порфирьевич (1949—2010) — советский и российский актёр театра и кино. Похоронен 8 июля 2010 года.
- Слободская, Инна Александровна (1926—2011) — советская и российская актриса театра и кино, актриса театра имени Комиссаржевской, заслуженная артистка РСФСР (1979). Похоронена 5 мая 2011 года.
- Зазнобин, Владимир Михайлович (1938—2018) — кандидат технических наук, профессор Санкт-Петербургского государственного аграрного университета. Область научных интересов: теория Концепции общественной безопасности.
- Басс, Михаил Григорьевич (1970—2018) — российский биолог, эколог, педагог и игрок телевизионной и спортивной версий «Что? Где? Когда?». Похоронен 19 августа 2018.
- Шибанов, Игорь Георгиевич (1944—2019) — советский и российский актёр театра и кино, народный артист РФ.
- Короткевич, Галина Петровна (1921—2021) — советская и российская актриса театра и кино, народная артистка РСФСР.

Члены экипажей самолётов, погибшие в следующих катастрофах:
- Катастрофа Ту-104 в Ленинграде (бортмеханик)
- Катастрофа Ил-14 под Багдарином
- Катастрофа Ту-104 под Москвой
- Катастрофа Як-42 под Наровлей
- Катастрофа Ан-2 под Ржевкой
- Катастрофа Ту-134 в Драконовых горах (лётный экипаж, командированный в Мозамбик)
- Катастрофа Ан-12 в Нальчике
- Катастрофа Ан-12 под Скопье (3 из 8)
- Катастрофа Ил-86 в Москве
- Катастрофа Ту-154 под Донецком (кроме двух пилотов и штурмана). Похоронены 30 августа 2006 года.

## Перспективы
Кладбище было включено в городской план благоустройства на 2008 год.